# Salix cordata
Salix cordata es una especie de sauce perteneciente a la familia de las salicáceas. Es originaria de Norteamérica.

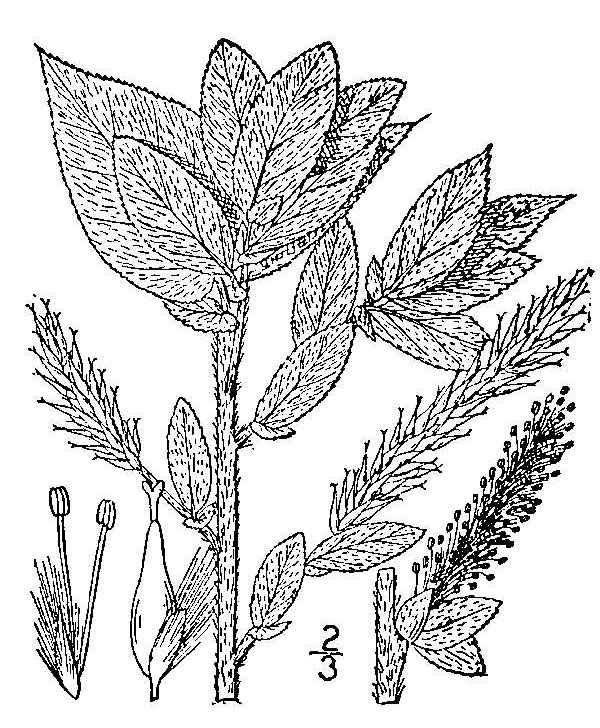
Ilustración

## Descripción
Es un arbusto perennifolio que alcanza un tamaño de 0,91 a 3,7 m de altura, aunque las plantas más altas de 1,8 m son poco comunes. La planta es nativa de las regiones del nordeste del continente norteamericano, donde se encuentra en las dunas de arena, en las riberas de los ríos, y en lagos en los suelos arenosos, limosos o de grava.

## Taxonomía
Salix eriocephala var. eriocephala o Salix cordata fue descrita por André Michaux y publicado en Der Gesellsschaft Naturforschender Freunde zu Berlin, neue Schriften 4: 236, pl. 6, f. 3, en el año 1803.
Etimología
Salix: nombre genérico latino para el sauce, sus ramas y madera.
cordata: epíteto latino que significa "con forma de corazón".
Sinoinimia
- Salix eriocephala var. eriocephala basónimo
- Salix cordata var. missouriensis (Bebb) Mack. & Bush
- Salix cordata var. rigida (Muhl.) J. Carey
- Salix cordata subsp. rigida (Muhl.) Andersson
- Salix cordata var. rigida (Muhl.) B. Boivin
- Salix discolor var. eriocephala (Michx.) Andersson
- Salix eriocephala Michx.
- Salix missouriensis Bebb
- Salix myricoides var. cordata (Muhl.) Dippel
- Salix myricoides var. rigida (Muhl.) Dippel
- Salix rigida Muhl.
- Salix rigida var. vestita C.R. Ball[6]